# Werder (Ludwigslust-Parchim járás)
Werder település Németországban, Mecklenburg-Elő-Pomeránia tartományban. Lakosainak száma 323 fő (2023. december 31.). Werder Obere Warnow és Granzin községekkel határos.

## Népesség
A település népességének változása:
| Lakosok száma | 347  | 349  | 347  | 335  | 323  |
|               | 2017 | 2019 | 2021 | 2022 | 2023 |